# 3-Metil-1-fenil-1H-pirazol-5(4H)-ona
3-Metil-1-fenil-1H-pirazol-5(4H)-ona é o composto orgânico de fórmula C10H10N2O e massa molecular 174,2. É classificado com o número CAS 89-25-8. É intermediário na síntese de diversos corantes.
Permite reação de condensação com o 4-oxo-4H-benzopiran-3-carbaldeído.